# 토지와 자유당

토지와 자유당(土地 ── 自由黨, 러시아어: Земля и воля 젬랴 이 볼랴[*])은 1870년대 러시아에서 결성된 인민주의자 정당이다. 혁명을 공개적으로 주장한 최초의 러시아 정당이다.
1879년 의견차이로 인민의 의지당과 흑토재분할당으로 분할되었다. 흑토재분할당은 인민 선동을 중요시했고, 한편 테러리즘을 중시한 인민의 의지당은 알렉산드르 2세를 암살한다.